# Сражение при Горжице
Сражение при Горжице (чеш. Bitva u Hořic) произошло в третьей декаде апреля 1423 года на холме Готард, расположенном к юго-востоку от Горжице в районе Йичина. Войско оребитов под командованием слепого гетмана Яна Жижки разбило войска католических дворян под командованием Ченека из Вартемберка.
Целью всей кампании, приведшей к сражению при Горжице, было распространение влияния гуситов на территорию, контролируемую католическими дворянами, и укрепление позиций оребита Дивиша Боржека из Милетинека в его родном регионе.
7 или 8 апреля на сейме оребитов в Немецком Броде было принято решение провести военную кампанию против бывшего гусита, «отказавшегося от чаши» и присягнувшего Сигизмунду, Ченека из Вартемберка, который начал организовывать крупные кавалерийские набеги на оребские товары. 10 апреля Жижка и собранные им войска отправились в северном направлении на Йичин, где в двадцатый день того же месяца к нему присоединились гуситы из Градецко под командованием пражского гетмана Дивиша Боржека из Милетинека.
Жижка привел в сражение около 120 повозок, т.е. около 3000 человек, из которых 10% составляли кавалерия. Когда гетман прибыл в Горжице, он приказал своим солдатам составить стену из повозок на позиции на вершине Готардского холма (высота 357 м), где стал ждать прибытия противника. Отряды Ченька из Вартемберка соединились со своими восточночешскими, а возможно, и северочешскими союзниками под Йичином или возле его крепости Весела, а затем двинулись к Горжице.
Подойдя к позиции оребитов, конные солдаты Ченека спешились со своих лошадей и начали фронтальную атаку на западном или северном склоне Готарда, где доступ к вершине был наиболее легок. «Затем, когда паны спешились с лошадей и атаковали в пешем строю, они носили больше доспехов, чем пехотинцы, у которых были более легкие доспехи для боя в пешем строю. Когда они достигли вершины и напали на повозки, они устали...».
Как только католические солдаты подошли к повозкам, гуситы открыли по ним огонь из пушек, ручниц и арбалетов. Произошла ожесточенная борьба за повозки, в которой гуситы через некоторое время одержали верх. В этот момент Жижка отдал приказ кавалерии и пехоте контратаковать. Этот маневр заставил уставшие войска чешских панов бежать, и они были полностью рассеяны. Ченек бежал с поля боя с небольшим количеством солдат и потерял все свои повозки и пушки.
Вскоре после сражения Жижка захватил крепость Козоеды, где сжег шестьдесят её защитников.